# Ilomantsi
Ilomantsi [ˈilɔmɑntsi] (schwed. Ilomants) ist eine Gemeinde im Osten Finnlands.  Sie liegt  in der Landschaft Nordkarelien (bis 2009 Ostfinnland) und an der Grenze zu Russland. Ilomantsi ist die östlichste Gemeinde Finnlands. Ihre Einwohnerzahl ist  4492 (Stand 31. Dezember 2022).
Die nächste größere Stadt ist das etwa 72 km südwestlich gelegene Joensuu. Die Entfernung zur Hauptstadt Helsinki beträgt 511 km. Die Nachbargemeinden von Ilomantsi sind Eno (im Westen), Lieksa im (Nordwesten) und Joensuu. Zwischen nördlichsten und südlichsten Punkt der Gemeinde verläuft im Osten die gemeinsame Grenze mit der russischen Republik Karelien als etwa 100 km langer Bogen.
Die Gemeinde Ilomantsi bedeckt eine Fläche von 3172 km², wovon 402 km² Wasserflächen sind. Das Gemeindezentrum nimmt nur einen kleinen Teil der Fläche ein. In ihm wohnt aber die Mehrheit (etwa 2500 Personen). Das restliche Gemeindegebiet ist dünn besiedelt und weitgehend von Wald- und Sumpfgebieten bedeckt. Rund 250 km² der Fläche sind Naturschutzgebiete; dazu gehören die Nationalparks Petkeljärvi und Patvinsuo. Die wichtigsten Gewässer im Gemeindegebiet sind die Seen Koitere und Nuorajärvi und der Fluss Koitajoki.
In der Gemeinde gehören 17,4 % der Bevölkerung der orthodoxen Kirche an. Das ist der größte Anteil in Finnland (im Landesdurchschnitt nur 1,1 %). Ihr dem Propheten Elias geweihter Kirchenbau (siehe Fotos in Bildergalerie) im Gemeindezentrum ist die größte orthodoxe Holzkirche in Finnland. Daneben existieren fünf, im Gemeindegebiet verstreute  orthodoxe Kapellen (tsasouna). Die orthodoxe Kirchgemeinde Ilomantsi besteht seit über 500 Jahren, bzw. seit der Zeit, als Ilomantsi zum Russischen Reich gehörte (bis 1617). Der evangelisch-lutherische Kirchenbau (siehe Fotos in Bildergalerie) im Gemeindezentrum  (erbaut 1796) ist auch eine Holzkirche. Die evangelische  Kirchengemeinde besteht seit 1653.
Als politische Gemeinde ist Ilomantsi seit 1875 selbständig. Sie ist die einzige Gemeinde im Gebiet des heutigen Finnland, in der während des Zweiten Weltkriegs sowohl im Winterkrieg als auch im Fortsetzungskrieg gekämpft wurde. Im Fortsetzungskrieg konnte die finnische Armee zwischen dem 26. Juli und dem 13. August 1944 in der Schlacht von Ilomantsi einen Verteidigungssieg gegen die Rote Armee erringen. In der Schlacht fielen 3200 sowjetische und 400 finnische Soldaten. Letztere sind z. T. hier begraben (siehe Foto in Bildergalerie).
1945, nach dem Krieg musste ein Teil des Gemeindegebiets von Ilomantsi an die Sowjetunion abgetreten werden.

## Sehenswürdigkeiten
- Die beiden o. g. Kirchen (orthox und evangelisch)
- Die beiden o. g. Nationalparks (Petkeljärvi und Patvinsuo)
- Der ehemalige Wasserturm mit Dachrestaurant
- Das Freilichtmuseum Parppeinvaaran Runokylä
- Die ehemalige Eisenhütte in Möhkö (s. unter Weblinks)
- Der östlichste Festlandpunkt der EU (am See Virmajärvi)

## Söhne und Töchter von Ilomantsi
- Antti Sivonen (1928–2013), Skilangläufer
- Erja Kuivalainen (* 1964), Skilangläuferin
- Sirpa Ryhänen (* 1966), Skilangläuferin
- Kaisa Varis (* 1975), Skilangläuferin und Biathletin

## Bildergalerie

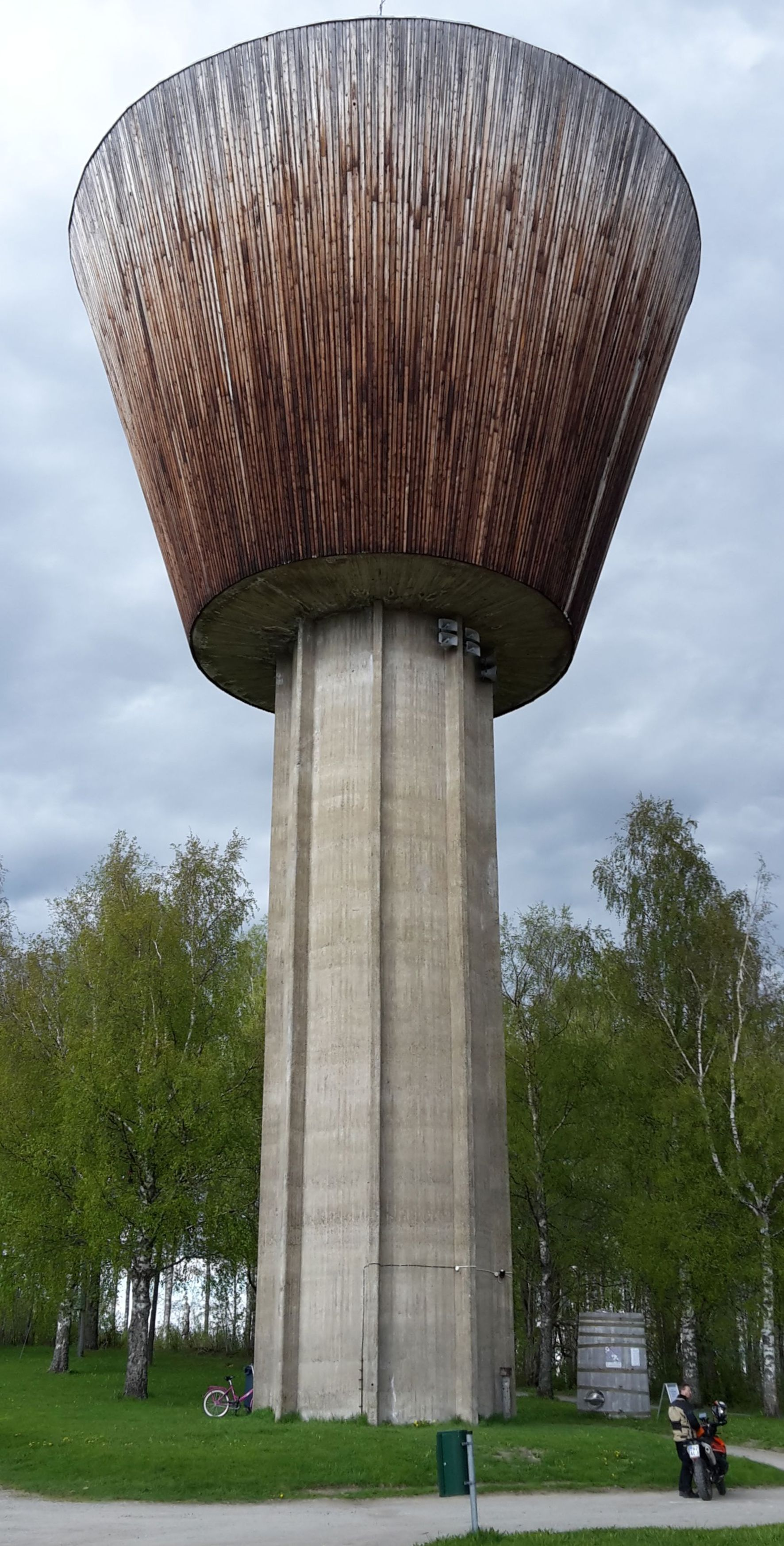
ehemaliger Wasserturm mit Dachrestaurant
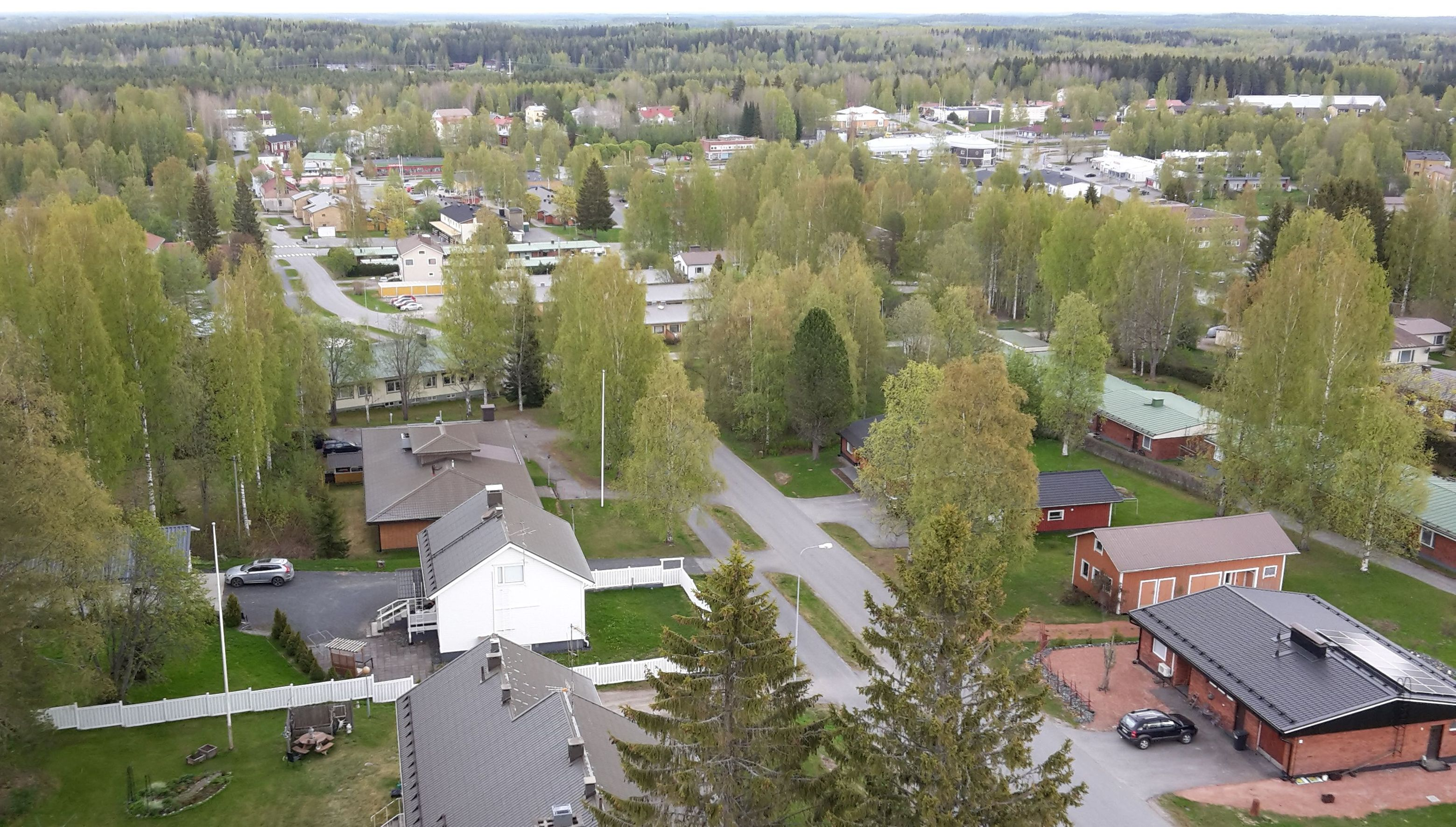
Blick vom Wasserturm auf Ilomantsi, linke Seite
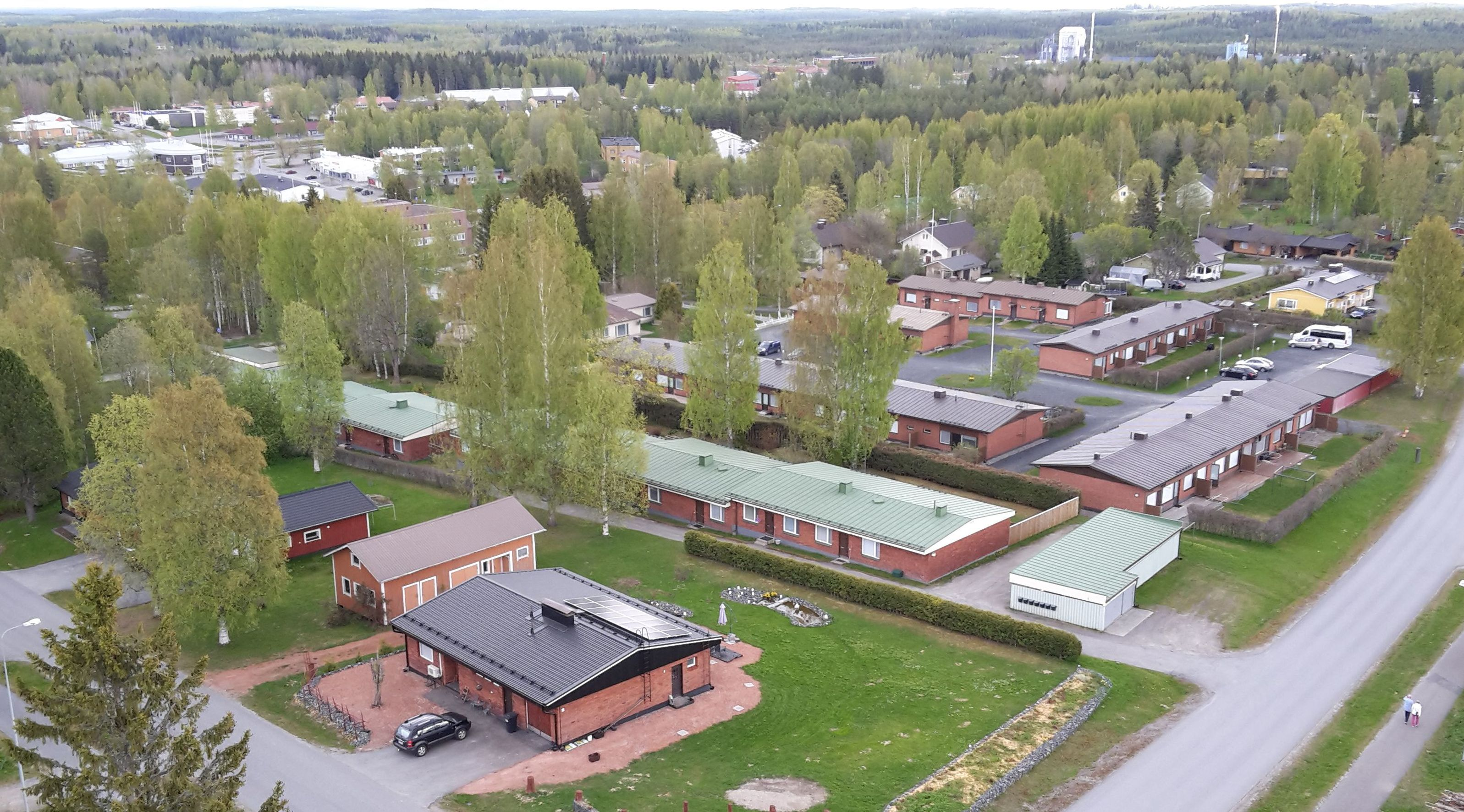
Blick vom Wasserturm auf Ilomantsi, re. Seite
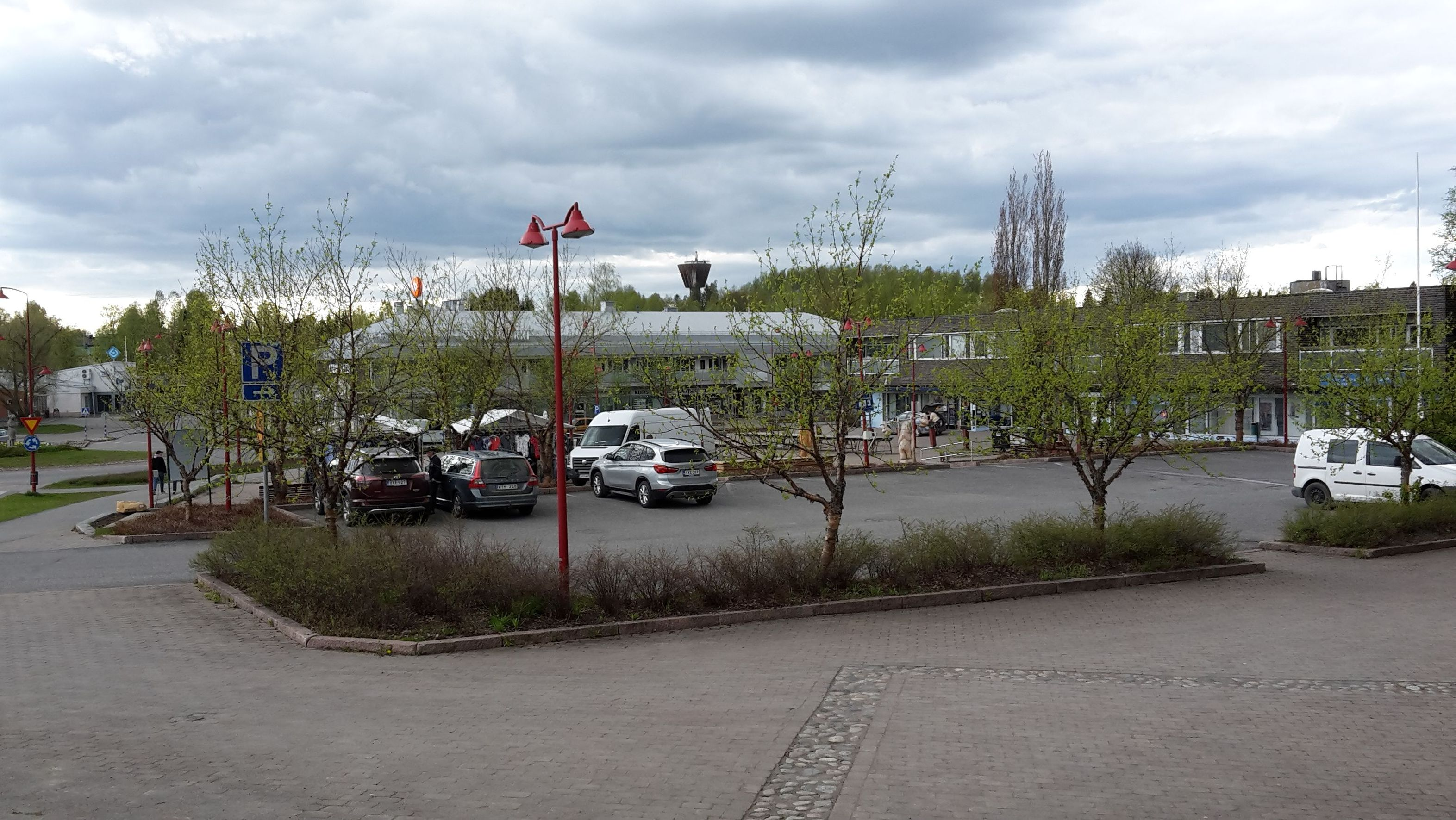
zentraler Platz in Ilomantsi (hi: Wasserturm)
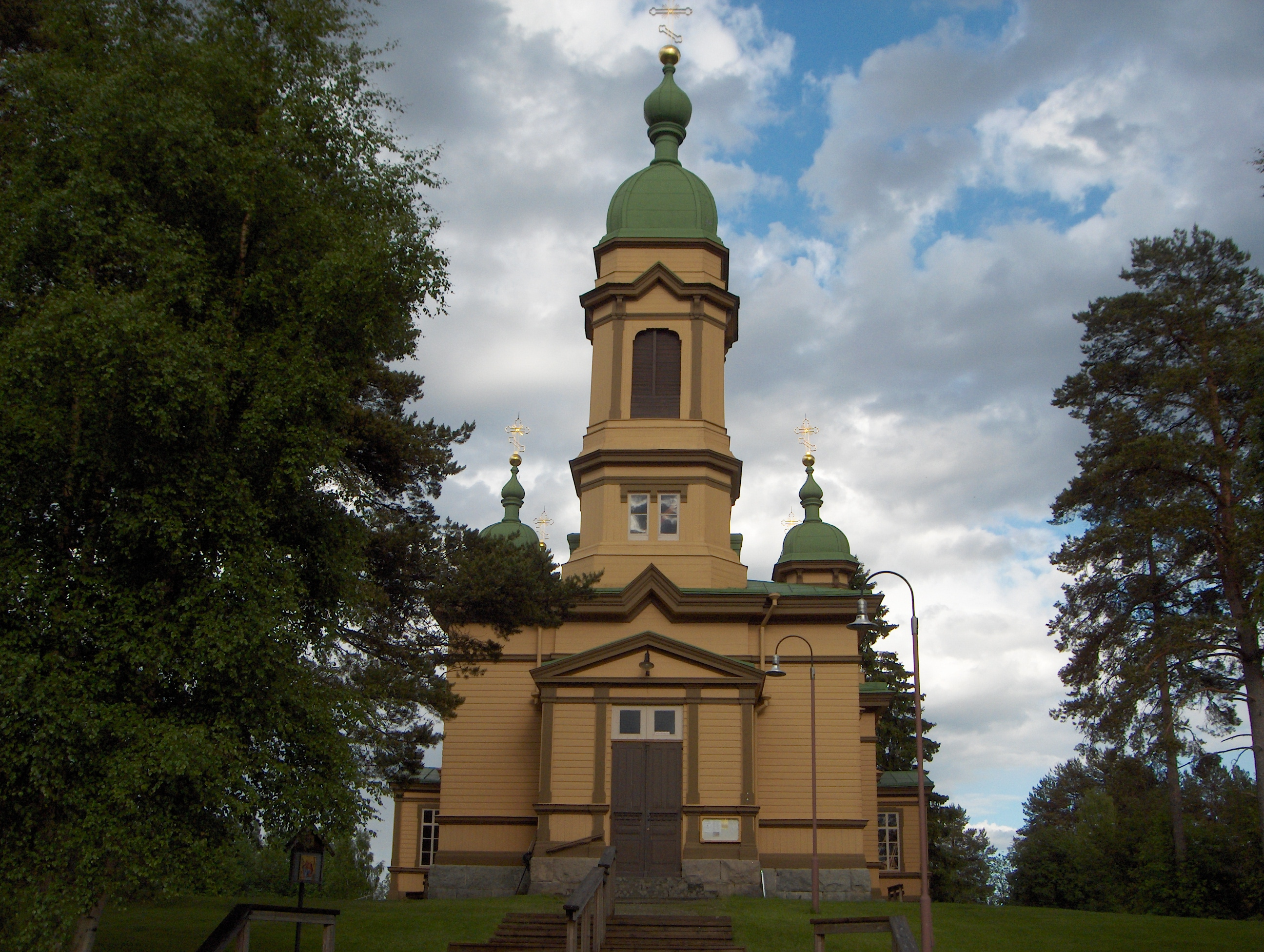
orthodoxe Kirche, Eingangsseite
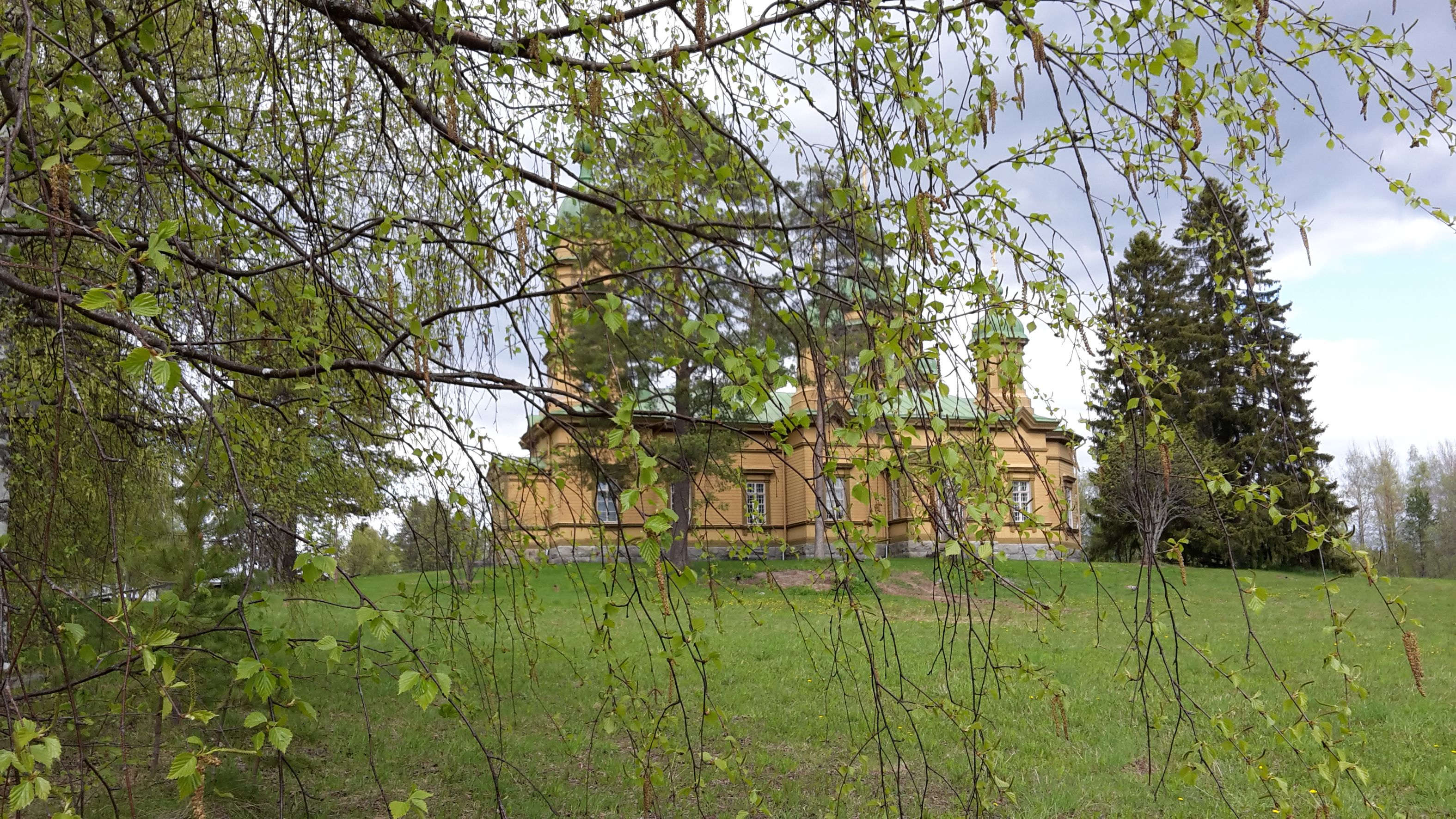
orthodoxe Kirche, Vorderseite
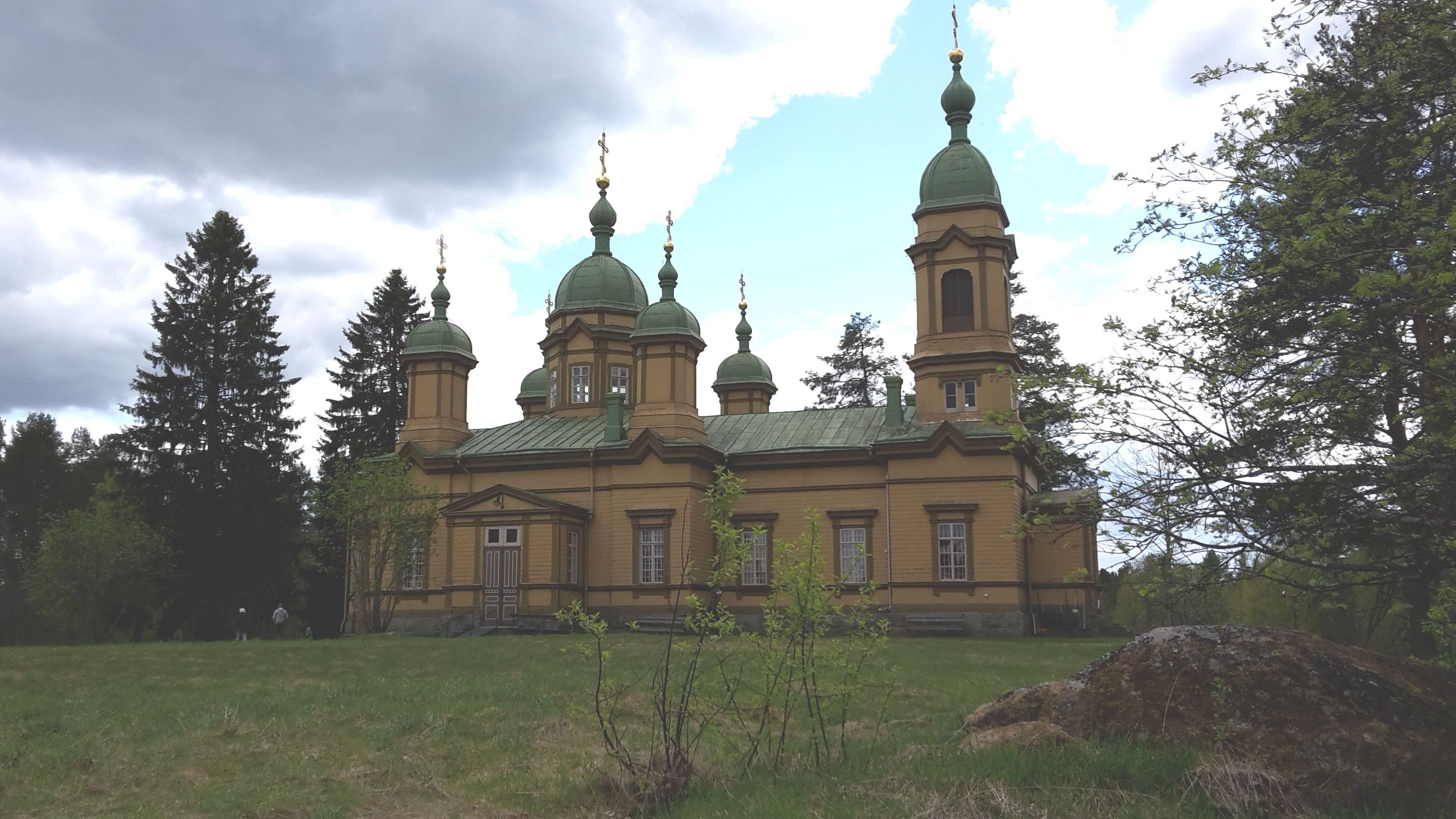
orthodoxe Kirche, Rückseite
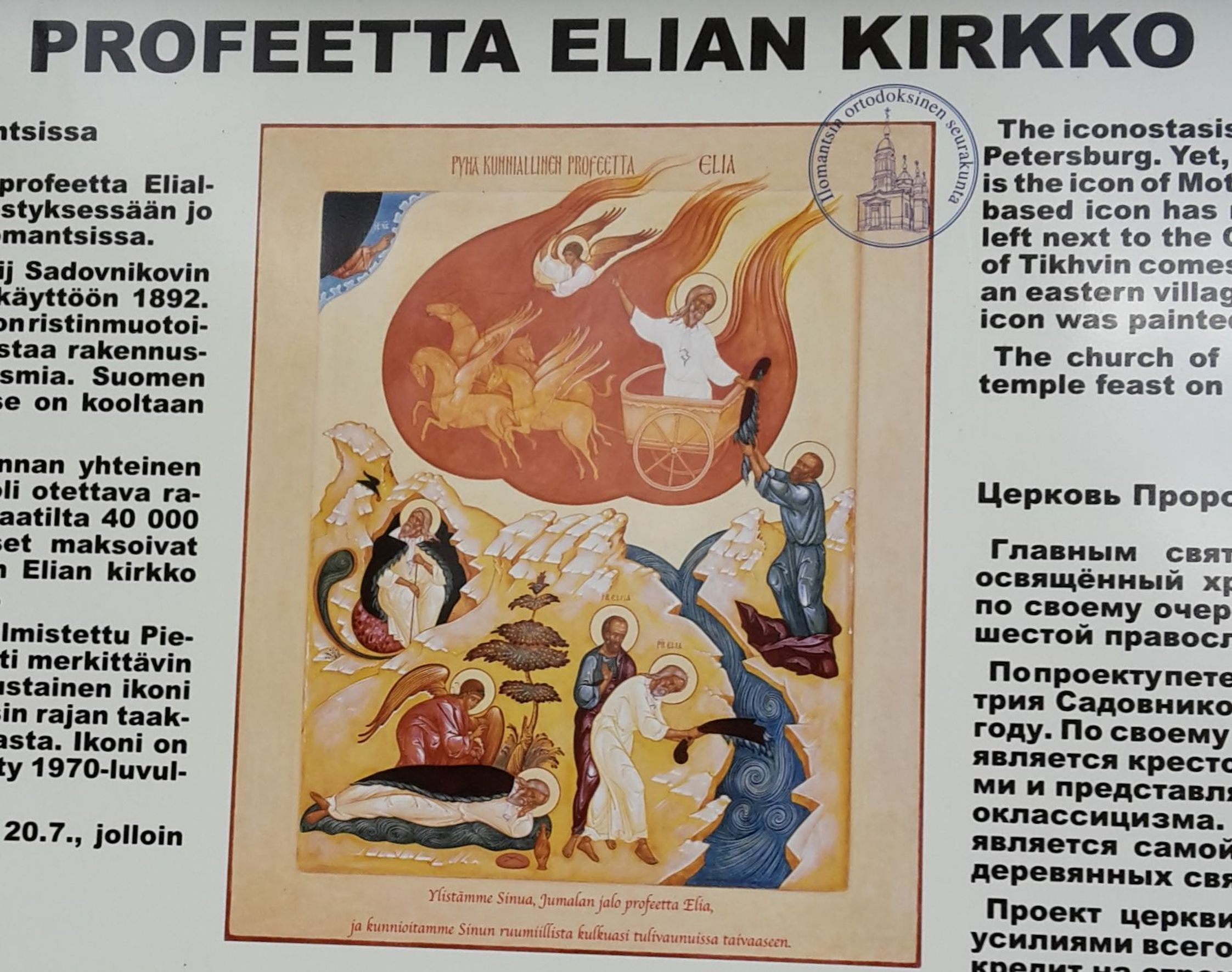
orthodoxe Kirche, Informations-Tafel
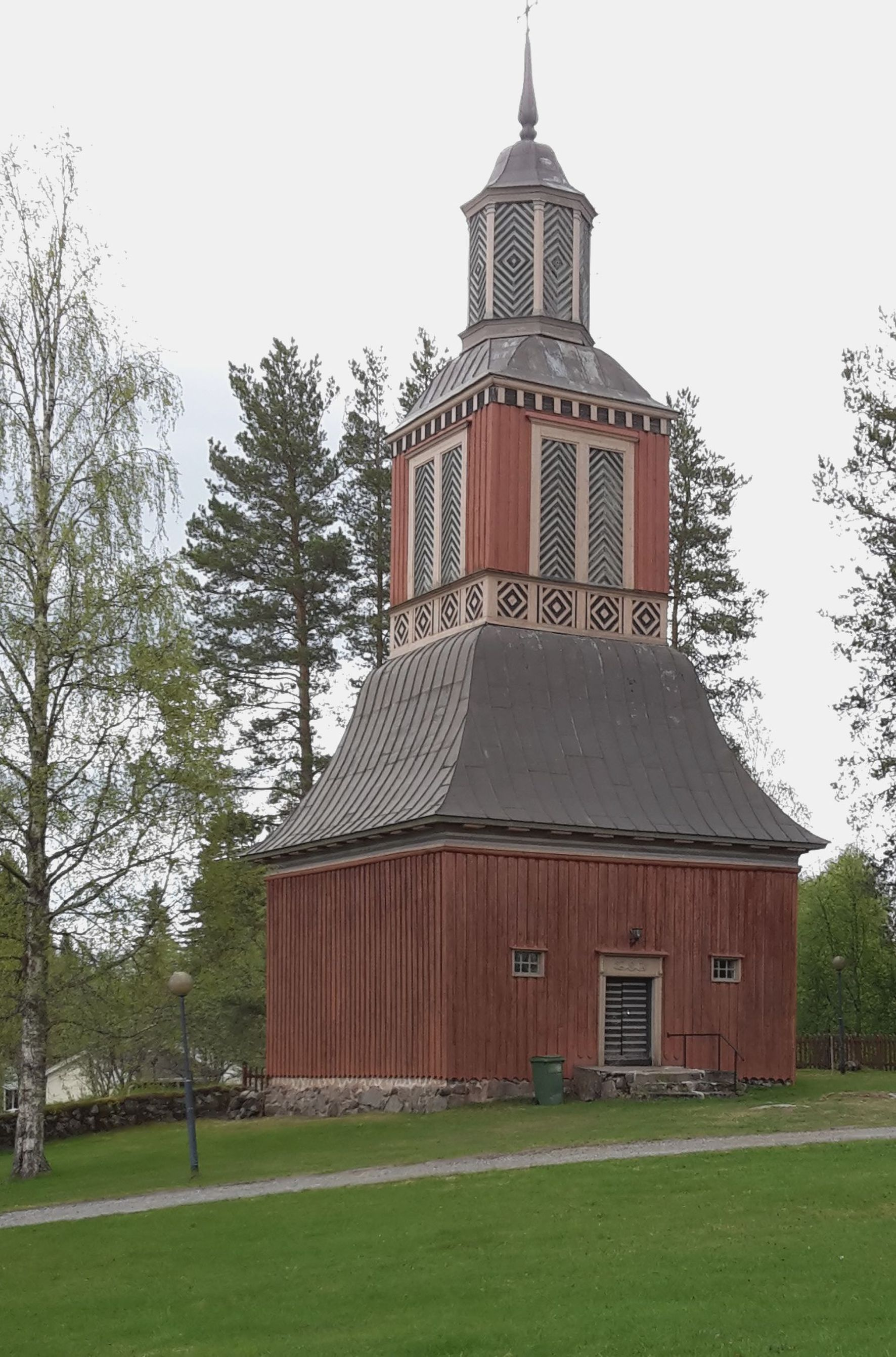
evangelische Kirche, Glockenturm
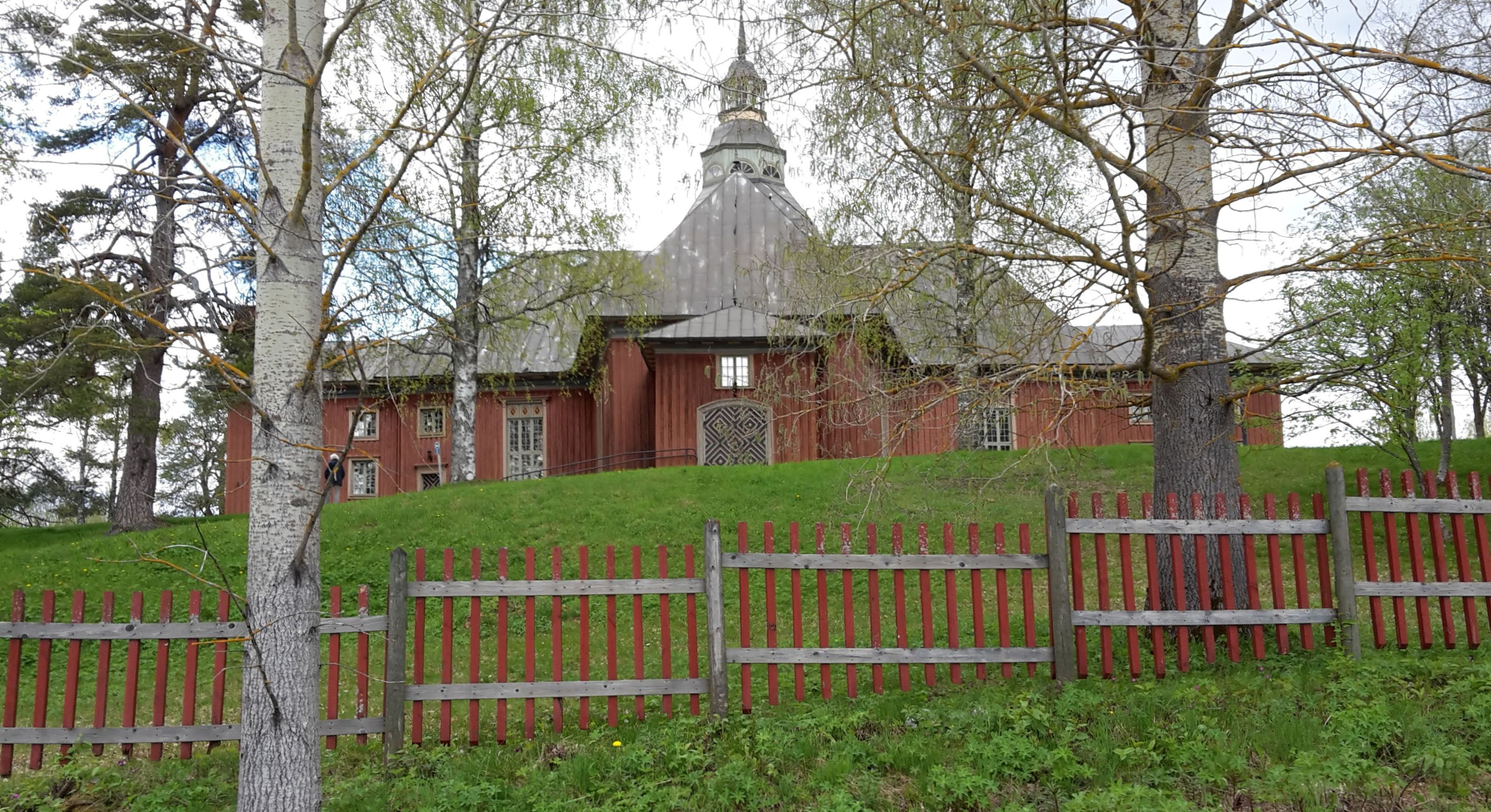
evangelische Kirche, Hauptgebäude
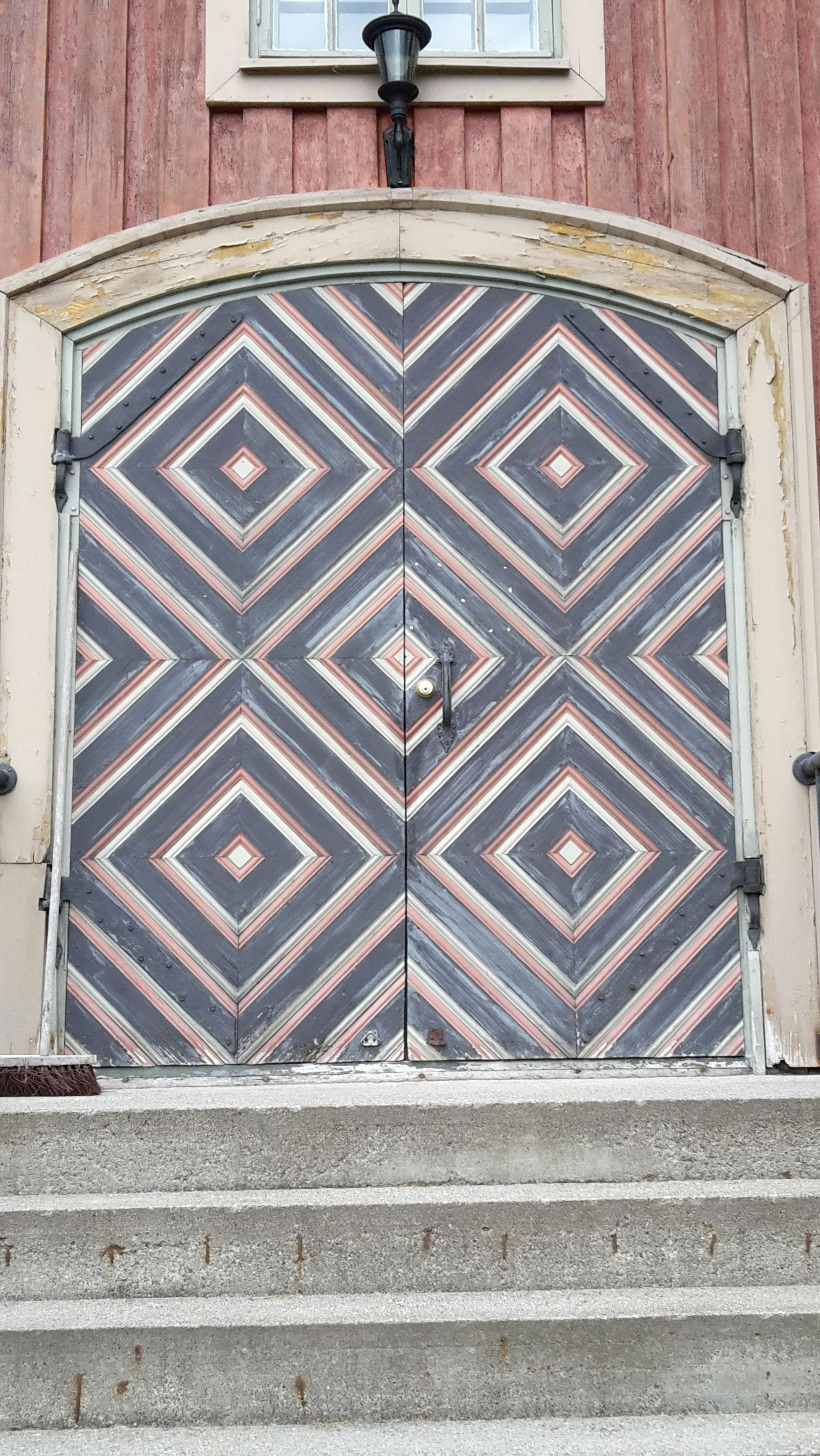
evangelische Kirche, Eingangstüre
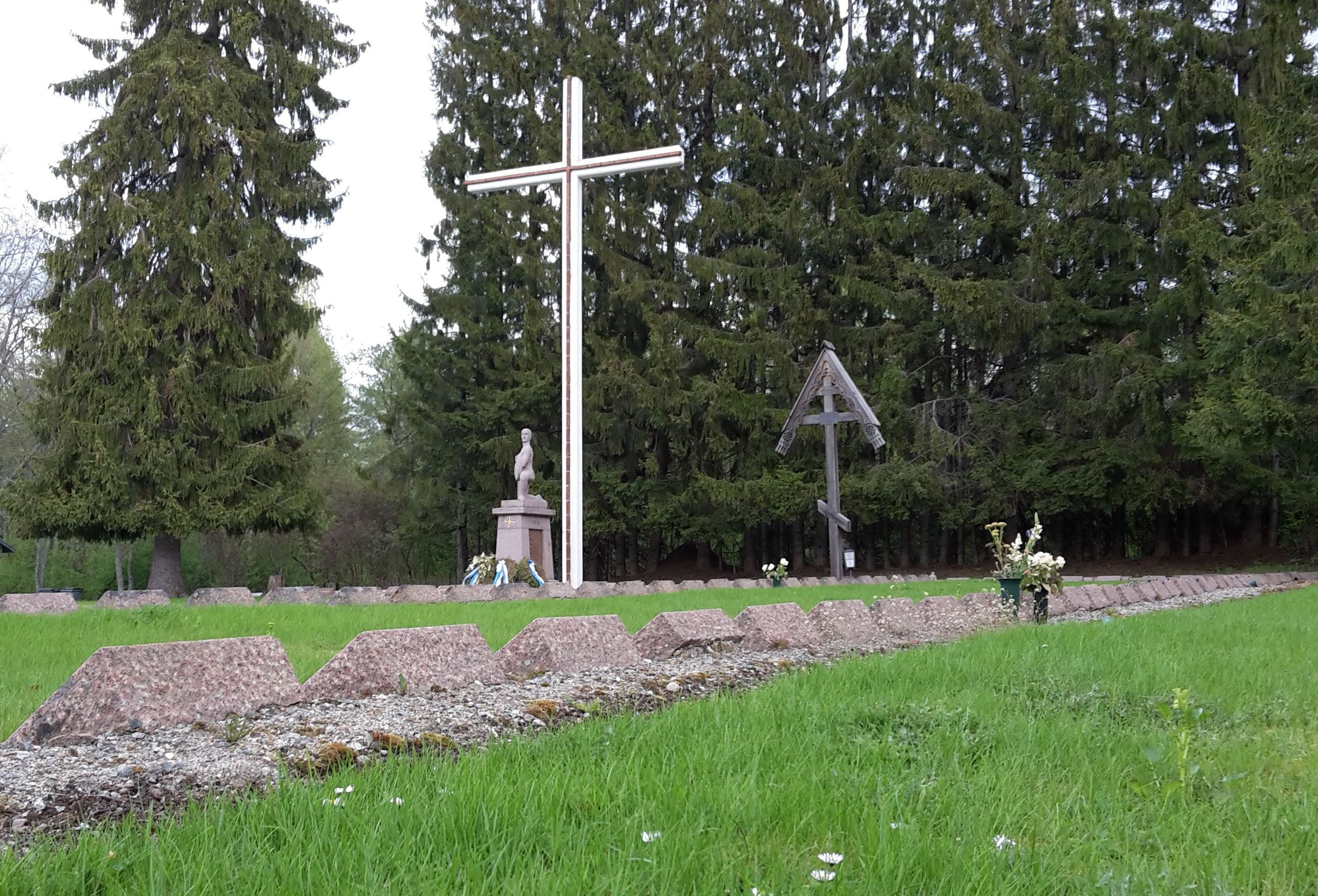
Soldatenfriedhof in Ilomantsi